# Мамыкин, Алексей Иванович
Алексе́й Ива́нович Мамы́кин (29 февраля 1936, село Веряево, Пителинский район, Рязанская область, СССР — 20 сентября 2011) — советский футболист (нападающий) и футбольный тренер. Мастер спорта СССР. Заслуженный тренер РСФСР (1970).

## Биография
Воспитанник юношеских команд ВВС, Динамо Москва.
Выступал за команды:
- Динамо (Москва) 1955—1958
- ЦСК МО 1959-1963
- СКА (Ростов-на-Дону) 1964
- СКА (Одесса) 1965.

За сборную СССР провел 10 игр (в том числе 1 неофициальный матч), забил 9 голов. Участник чемпионата мира 1962 года.

### Достижения
- Чемпион СССР: 1957

### Тренерская карьера
На тренерской работе с 1962 года.
- Главный тренер команды СКА Одесса (1966—1967)
- Тренер ЦСКА (1967—1971)
- Старший тренер футбольной школы ЦСКА (1972, 1977—1978, 1981, 1988—1994)
- Главный тренер команды ГСВГ (1973—1975)
- Главный тренер ЦСКА (1976—1977)
- Главный тренер команды СКА Киев (1979—1980)
- Главный тренер «Звезда» Джизак (1982)
- Тренер футбольной школы Дзержинского района Москвы (1984—1987)
- С 1996 года тренер в футбольной школе «Динамо-3 Москва»